# Кирпотин, Валерий Яковлевич
Валерий Я́ковлевич Кирпо́тин (настоящее имя Семён Израилевич Рабинович; 29 октября (10 ноября) 1898, Ковно — 29 мая 1997, Москва) — советский литературовед, критик, доктор филологических наук, заслуженный деятель науки РСФСР (1969).

## Биография
Отец — Израиль Бейнасович Рабинович (1865—1928), уроженец местечка Маляты, учитель начальной школы в Кретингене (1900—1904), заведующий еврейским народным училищем в Оникштах Вилькомирского уезда (1904—1908), с 1908 года младший учитель в Минске, в 1915 году эвакуирован с семьёй в Орёл.
До 1904 года жил с родителями в местечке Кретинген Тельшевского уезда, до 1908 года в Оникштах. До 1915 года учился в Минской казённой гимназии, в 1918 году окончил 2-ю Алексеевскую гимназию в Орле. После Февральской революции увлёкся революционными идеями, первоначально был меньшевиком (под влиянием В. Ф. Переверзева, в то время служившего в Орле военфельдшером). В феврале 1918 года стал секретарём редакции газеты Брянской группы отрядов Красной армии. В сентябре 1918 года поступил в Московский коммерческий институт, но вскоре бросил занятия и уехал в Тулу, где был назначен ответственным редактором губернской газеты «Коммунар». В ноябре 1918 года принят в РКП(б). Весной 1919 года отпросился на фронт и был направлен в Херсон, где до взятия его войсками Деникина в июне был главным редактором газеты «Херсонская правда». Затем редактор газеты 58-й дивизии Южной группы войск, уполномоченный Особого отдела 12-й армии Юго-Западного фронта. В конце 1919 года заболел тифом и до августа 1920 года лежал в госпитале.
После болезни отозван из армии и вернулся в Орёл, назначен там редактором газеты «Известия» губкома и губисполкома. В августе 1921 года поступил на Курсы марксизма при Комакадемии в Москве, закончив их летом 1922 года. Осенью продолжил образование в Институте красной профессуры. На последнем курсе побывал в Австрии, Чехословакии, Германии и Швейцарии в качестве агента Коминтерна для организации школ марксизма.
Окончил Институт красной профессуры (1925), институт литературы и языка Комакадемии (1928). Начальник кафедры марксизма Военно-политической академии имени Толмачёва (1925—1932). Параллельно заведовал отделением исторического материализма Ленинградского научно-исследовательского института марксизма-ленинизма. В октябре 1931 года после реорганизации института в институт литературы, искусства и языка Ленинградского отделения Комакадемии (ЛИЯ ЛОКА) был назначен его директором. Был членом редакции выходившего при институте журнала «Проблемы марксизма».
В 1932—1936 гг. — заведующий сектором художественной литературы агитпропа ЦК ВКП(б) и, одновременно, секретарь оргкомитета Союза писателей СССР (после Съезда ССП — член правления Союза писателей). С 1932 года преподавал в Институте красной профессуры, с 1935 года профессор, автор книг о Писареве, Салтыкове-Щедрине, Шолохове, Леонове, Достоевском, а также «Идейные предшественники марксизма-ленинизма в России» (1930). Написал книгу «Наследие Пушкина и коммунизм» (1937). В 1936 году получил степень доктора филологических наук, как и подавляющее большинство нововведённых в 1934—1936 годах научных степеней — без защиты диссертации. В 1937 году перешёл на должность старшего научного сотрудника ИМЛИ.
С середины августа по середину октября 1941 года работал оргсекретарём Союза писателей. Во время октябрьской паники по указанию А. А. Фадеева пытался организовать эвакуацию писателей (неудачно).

Пробежал с чемоданчиком толстый критик. На рукаве у него была красная повязка: «Начальник эшелона».

— Кирпотин! Кирпотин! — крикнула Соснина. Он не отозвался. /…/

Соснин нагнулся к девочке, поправил полушалок, затянул концы потуже. И весело оскалился, тряхнул кудрями:

— Кирпотин смылся! Прибежал, ухватил жену и на перрон, к какому-то эшелону. Второпях, пока хватал вещи, выпустил из рук маленький чемоданчик… с драгоценностями. Поминай, как звали! Под ноги, туда-сюда, нет чемоданчика, смылили!

— Кто же теперь нашим начальником? При писательском эшелоне?

— А никто!
Впоследствии обвинён Фадеевым «в паникёрстве» за то, что хотел по инструкции сжечь секретные документы Союза писателей. Ему самому удалось уехать в Казань, а затем в Ташкент. В январе 1942 года вернулся в Москву. С апреля 1942 года — политработник Московского фронта ПВО.
После окончания войны продолжал работать в ИМЛИ (с конца 1945 по февраль 1947 года заместитель директора), занимался творчеством Ф. М. Достоевского. 6 декабря 1946 года Кирпотин выступил на расширенном заседании президиума Союза писателей и заклеймил повесть М. М. Зощенко «Перед восходом солнца» как произведение «антихудожественное, чуждое интересам народа». В 1949 году, в период «борьбы с космополитизмом» Кирпотина уволили, а парторганизация ИМЛИ исключила его из ВКП(б) (но это решение было тогда же отменено Московским комитетом ВКП(б), он был оставлен со строгим выговором).
В период хрущёвской оттепели Кирпотин вернулся к научно-преподавательской деятельности. С 1956 года работал заведующим кафедры истории русской литературы Литературного института Союза писателей СССР (1956—1981); занимался преимущественно творчеством Достоевского. После ухода Кирпотина на пенсию, его спецкурс по Достоевскому был продолжен Константином Кедровым.
Похоронен на Кунцевском кладбище.

## Семья
Жена – Анна Соломоновна Кацва (1899–1982).
Мужем его дочери Натальи Кирпотиной был писатель Эдуард Иванович Пашнев. Н. В. Кирпотина с мужем — составители сборника воспоминаний о Валерии Кирпотине «Ровесник железного века» (М.: Захаров, 2006). Внук — американский биохимик Дмитрий Кирпотин (род. 1956).
Брат — Ософ Израилевич Рабинович (1902—1985), известный под псевдонимом Сергей Алексеевич Далин — экономист-американист, делегат 3-го съезда ВЛКСМ (1920), сотрудник Коминтерна (в 1922—1927 годах в Китае, в 1929—1930 годах в Стокгольме, в 1922 и 1929 годах в Берлине), заместитель председателя плановой комиссии Красноярского краевого исполкома (1936—1937), в 1937—1954 годах находился в заключении и ссылке; кандидат экономических наук (1934), доктор экономических наук (1961), с 1956 года старший научный сотрудник (с 1973 года главный исследователь-руководитель группы) ИМЭМО.

## Награды и звания
- орден Октябрьской Революции (9.10.1978)
- орден Трудового Красного Знамени (10.06.1945)
- Заслуженный деятель науки РСФСР (1969)

## Цитаты
о соцреализме:
«Да кто же думал, что такая дрянь получится. Мы считали, что „Разгром“ Фадеева — это что-то вроде школьного сочинения на современную тему. Мол, подучится Фадеев ещё лет пять у русских классиков и напишет социалистическую эпопею „Война и мир“. А оно вон как обернулось. Разгромом началось, разгромом и кончилось»,
— (В. Кирпотин в разговоре с К. Кедровым.)

Как только Кирпотин начинает писать собственно о литературе, то видно, что слова его унылы и стёрты. <…> Это дневники критика Латунского. <…> Всякая книга учит, и эти мемуары — тоже: какие бы чудовищные вещи ни писал человек и к каким бы мучениям ни привёл своих жертв, он все равно любит свою семью… — (В. Березин о мемуарах В. Кирпотина.)

## Комментарии
1. ↑  Герой романа М. А. Булгакова «Мастер и Маргарита».